# Joosen en de Jager
Joosen en de Jager is een Nederlands cabaretduo dat wordt gevormd door Sjoerd Joosen en Jeroen de Jager. Het duo maakt absurdistisch, fysiek en muzikaal cabaret. 

## Achtergrond
Joosen en De Jager studeerden alle twee theaterwetenschappen in Utrecht en leerden elkaar kennen bij de Etten-Leurse theatergroep Max Mini. Ze besloten samen een eerste korte voorstelling te maken en melden zich vervolgens aan het voor het Leids Cabaret Festival 2016. De twee vrienden kwamen onverwachts in de finale en twee weken later stonden ze in de finalisten tournee. 
Hierdoor aangemoedigd sluiten ze zich aan bij George Visser Productions. Ze maken hun eerste avondvullende voorstelling en touren vanaf eind 2018 met Zwolle aan Zee door het land. Echter gooit corona roet in het eten en wordt een groot deel van de tournee geannuleerd. Hun nieuwe voorstelling Aanklonteren tourt vanaf oktober 2024 door Nederland. 

## Aanklonteren
Aanklonteren werd geregisseerd door Emiel de Jong, bekend van cabaretduo Schudden en ging op 16 november 2024 in premiere in Theater de Stoep in Spijkenisse.

## Programma's
- 2016: Quarter Life Crisis
- 2018 - 2022: Zwolle aan Zee
- 2024 - 2025: Aanklonteren